# Barvni obseg
Barvni obseg so vse barve, ki jih lahko opišemo v določenem barvnem prostoru ali ki jih neka naprava lahko prikaže. Različni barvni modeli imajo različne barvne obsege. CMYK barvni model ima manjši barvni obseg kot RGB barvni model. Običajno se barvni obseg določenega barvnega prostora prikaže v CIE 1931 barvnem prostoru, ki definira vse barve, ki jih zazna povprečno človeško oko. 